# Breath of Fire: Dragon Quarter
Breath of Fire: Dragon Quarter, connu au Japon comme Breath of Fire V: Dragon Quarter (ブレス オブ ファイアV ドラゴンクォーター, Buresu obu Faia Faibu Doragon Kwōtā), est un jeu vidéo de rôle développé par Capcom Production Studio 3 et édité par Capcom, sorti en 2002 sur PlayStation 2. C'est le cinquième jeu de la série Breath of Fire. Il est traduit en Français, Anglais et Allemand pour la version Européenne.

## Équipe de développement
- En mémoire de : Yasuhito Okada
- Producteur général : Tatsuya Minami
- Producteur : Hironobu Takeshita
- Designer des personnages et des monstres : Tatsuya Yoshikawa
- Compositeur : Hitoshi Sakimoto
- Game Designer : Yugo Togawa, Tobuto Dezaki, Hiroyuki Yamato, Mitsuru Endo, Kohsuke Nasu, Yasuhiro Tanino
- Scénariste : Yukio Andoh
- Programmeur: Tadashi Sanzen, Yoshiharu Nakao, Unamuji Hasunuma, Kazunori Sawada, Manabu Nakano, Takahiro Yamamoto, Atsushi Manobe, Akihiro Kashimoto, Hideki Tada, Masaki Kataoka, Yohka Taguchi
- Designer des objets : Rika Yamada, Tsuyoshi Fujisawa

## Accueil
- Jeuxvideo.com : 17/20[1]